# Freakyforms: Le tue creazioni prendono vita!
Freakyforms: Le tue creazioni prendono vita! è un videogioco a piattaforme sviluppato da Asobism e pubblicato da Nintendo per Nintendo 3DS, che permette di creare da zero personaggi (chiamati Formì) da far poi giocare su diversi livelli presenti nel gioco o da scambiare con altri giocatori tramite codice QR.
Il gioco è acquistabile unicamente sul Nintendo eShop.
Una versione migliorata chiamata Freakyforms Deluxe: Le tue creazioni prendono vita! è stata distribuita nel 2012, mentre la versione originale è stata delistata dal Nintendo eShop. Questa nuova versione è stata usata dall'hacker "plutoo" per eseguire homebrew in un modo simile a quanto si faceva con il gioco Cubic Ninja.